# Yodok
Yodok là một huyện ở tỉnh Hamgyong Nam, Bắc Triều Tiên. Trước đây thuộc huyện Yonghung và thành một huyện riêng vào trong cuộc tổ chức lại chính quyền địa phương năm 1952.
Phần lớn địa hình huyện này là núi non. Yodok có các dãy núi Rangrim và Puktaebong chạy qua. Sông chính chảy qua huyện là Ryonghung. Đỉnh cao nhất là Raganbong. Khoảng 90% diện tích huyện này là rừng.
Do địa hình không bằng phẳng, việc canh tác hầu như không thể thực hiện được, chỉ có một số loại nông sản như ngô, đậu tương, lúa mỳ. Huyện này cũng không được kết nối với tuyến đường sắt do địa hình hiểm trở, chỉ có đường bộ.
Yodok có trại tập trung Yodok.